# Latecomers
 (octobre 2024).
Latecomers est une mini-série australienne, traitant de la sexualité et du handicap.

## Distribution
Sauf indication contraire, les informations mentionnées dans cette section peuvent être confirmées par la base de données cinématographiques IMDb,  présente dans la section « Liens externes ».
- Angus Thompson : Franck
- Hannah Diviney : Sarah
- Miriama Smith : Brandi
- Patrick Jhanur : Elliot